# Società Sportiva Lazio 1976-1977
Questa voce raccoglie le informazioni riguardanti la Società Sportiva Lazio nelle competizioni ufficiali della stagione 1976-1977.

## Stagione
I biancocelesti per questa stagione affidati al brasiliano Luís Vinício sono sospinti dall'esuberanza di tre ragazzi cresciuti nelle giovanili laziali Bruno Giordano, Lionello Manfredonia e Andrea Agostinelli, e puntano a disputare un campionato tranquillo. Con 31 punti raccolti in classifica, si piazzano in quinta posizione.
Il campionato è stato dominato dalle due torinesi, ed è stato proprio un pareggio torinista a Roma con la Lazio (0-0) ottenuto il 1º maggio all'Olimpico, che si rivelerà decisivo, nell'assegnare lo scudetto alla Juventus con 51 punti, per un solo punto sul Torino. Staccatissime le altre, di 15 punti la Fiorentina terza, quarto l'Inter e quinta la Lazio, sono retrocesse in Serie B la Sampdoria, il Catanzaro ed il Cesena.
In questa stagione la Lazio è stata al centro di due tragici eventi. Il 2 dicembre 1976 si spegne Tommaso Maestrelli dopo una lunga malattia, nel 1973-1974 è stato il condottiero del primo scudetto laziale e il suo ultimo incarico come direttore sportivo biancoceleste. Il 18 gennaio 1977 la squadra viene colpita dalla assurda tragedia che ha avuto quale protagonista il suo centrocampista Luciano Re Cecconi.
Nella Coppa Italia nel Primo Girone di qualificazione, disputato prima del campionato, la Lazio si piazza al terzo posto nel raggruppamento che qualifica il Milan, che poi nel seguito del torneo vincerà la manifestazione.

## Organigramma societario
Area direttiva
- Presidente: Umberto Lenzini
- Segretario: Fernando Vona

Area tecnica
- Direttore sportivo: Tommaso Maestrelli[1]
- Allenatore: Luís Vinício

## Rosa
| N. |                   | Ruolo | Calciatore           |
| -- | ----------------- | ----- | -------------------- |
|    | Italia (bandiera) | P     | Giuseppe Avagliano   |
|    | Italia (bandiera) | P     | Claudio Garella      |
|    | Italia (bandiera) | P     | Felice Pulici        |
|    | Italia (bandiera) | D     | Paolo Ammoniaci      |
|    | Italia (bandiera) | D     | Pietro Ghedin        |
|    | Italia (bandiera) | D     | Lionello Manfredonia |
|    | Italia (bandiera) | D     | Luigi Martini        |
|    | Italia (bandiera) | D     | Dario Pighin         |
|    | Italia (bandiera) | D     | Luigi Polentes       |
|    | Italia (bandiera) | D     | Giuseppe Wilson      |
|    | Italia (bandiera) | C     | Andrea Agostinelli   |
|    | Italia (bandiera) | C     | Roberto Badiani      |

| N. |                   | Ruolo | Calciatore           |
| -- | ----------------- | ----- | -------------------- |
|    | Italia (bandiera) | C     | Giancarlo Ceccarelli |
|    | Italia (bandiera) | C     | Franco Cordova       |
|    | Italia (bandiera) | C     | Vincenzo D'Amico     |
|    | Italia (bandiera) | C     | Antonio Lopez        |
|    | Italia (bandiera) | C     | Maurizio Montesi     |
|    | Italia (bandiera) | C     | Luciano Re Cecconi   |
|    | Italia (bandiera) | C     | Fernando Viola       |
|    | Italia (bandiera) | A     | Massimo De Stefanis  |
|    | Italia (bandiera) | A     | Renzo Garlaschelli   |
|    | Italia (bandiera) | A     | Bruno Giordano       |
|    | Italia (bandiera) | A     | Renzo Rossi          |

## Calciomercato

### Sessione estiva
| Acquisti | Acquisti           | Acquisti | Acquisti      |
| R.       | Nome               | da       | Modalità      |
| -------- | ------------------ | -------- | ------------- |
| P        | Giuseppe Avagliano | Siracusa | fine prestito |
| P        | Claudio Garella    | Novara   | definitivo    |
| D        | Dario Pighin       | Palermo  | definitivo    |
| C        | Franco Cordova     | Roma     | definitivo    |
| C        | Fernando Viola     | Cagliari | definitivo    |
| A        | Renzo Rossi        | Como     | definitivo    |

| Cessioni | Cessioni               | Cessioni   | Cessioni   |
| R.       | Nome                   | a          | Modalità   |
| -------- | ---------------------- | ---------- | ---------- |
| P        | Avelino Moriggi        | Novara     | definitivo |
| P        | Alvaro Rezzonico       | Latina     | prestito   |
| D        | Stefano Di Chiara      | Pistoiese  | definitivo |
| D        | Sergio Petrelli        | Anconitana | definitivo |
| C        | Sergio Borgo           | Pistoiese  | definitivo |
| C        | Francesco Brignani     | Palermo    | definitivo |
| C        | Domenico Masuzzo       | Nocerina   | definitivo |
| A        | Giovanni Carlo Ferrari | Cagliari   | definitivo |

### Sessione autunnale
| Acquisti | Acquisti | Acquisti | Acquisti |
| R.       | Nome     | da       | Modalità |
| -------- | -------- | -------- | -------- |

| Cessioni | Cessioni             | Cessioni | Cessioni   |
| R.       | Nome                 | a        | Modalità   |
| -------- | -------------------- | -------- | ---------- |
| C        | Giancarlo Ceccarelli | Brescia  | definitivo |

## Risultati

### Serie A

#### Girone di andata
| Arbitro: | Bergamo (Livorno) |

|                             |           |                                 |
| Re Cecconi 55’ Giordano 89’ | Marcatori | 12’, 70’ Bettega 54’ Boninsegna |

| Arbitro: | Barbaresco (Cormons) |

|  |           |              |
|  | Marcatori | 33’ Giordano |

| Arbitro: | Ciacci (Firenze) |

|                                       |           |  |
| L. Martini 4’ Badiani 63’ D'Amico 90’ | Marcatori |  |

| Genova 31 ottobre 1976 4ª giornata | Sampdoria         | 0 – 0 referto | Lazio | Stadio Luigi Ferraris\| Arbitro: \| Gussoni (Tradate) \| |
| Arbitro:                           | Gussoni (Tradate) |               |       |                                                          |

| Arbitro: | Panzino (Catanzaro) |

|            |           |  |
| Wilson 78’ | Marcatori |  |

| Arbitro: | Menicucci (Firenze) |

|                   |           |                  |
| W. Speggiorin 72’ | Marcatori | 86’ Garlaschelli |

| Arbitro: | Michelotti (Parma) |

|              |           |  |
| Giordano 40’ | Marcatori |  |

| Arbitro: | Bergamo (Livorno) |

|               |           |              |
| G. Marini 66’ | Marcatori | 78’ Giordano |

| Roma 12 dicembre 1976 9ª giornata | Lazio               | 0 – 0 referto | Foggia | Stadio Olimpico\| Arbitro: \| Lo Bello (Siracusa) \| |
| Arbitro:                          | Lo Bello (Siracusa) |               |        |                                                      |

| Arbitro: | Menicucci (Firenze) |

|                                    |           |                           |
| Pruzzo 26’ (rig.), 52’ Damiani 66’ | Marcatori | 37’ (rig.) A. Agostinelli |

| Arbitro: | Barbaresco (Cormons) |

|                |           |                            |
| L. Martini 10’ | Marcatori | 48’ A. Maldera 52’ Calloni |

| Arbitro: | Gussoni (Tradate) |

|                                          |           |                                     |
| C. Sala 27’ Zaccarelli 50’ Salvadori 56’ | Marcatori | 8’ L. Martini 32’, 66’ Garlaschelli |

| Arbitro: | Prati (Parma) |

|           |           |            |
| Viola 71’ | Marcatori | 83’ Zigoni |

| Cesena 30 gennaio 1977 14ª giornata | Cesena                       | 0 – 0 referto | Lazio | Stadio La Fiorita\| Arbitro: \| Agnolin (Bassano del Grappa) \| |
| Arbitro:                            | Agnolin (Bassano del Grappa) |               |       |                                                                 |

| Arbitro: | Gussoni (Tradate) |

|  |           |                      |
|  | Marcatori | 13’ (aut.) F. Pulici |

#### Girone di ritorno
| Arbitro: | Ciacci (Firenze) |

|                                    |           |  |
| Tardelli 40’ Boninsegna 78’ (rig.) | Marcatori |  |

| Arbitro: | Mattei (Macerata) |

|                                         |           |             |
| Viola 14’ R. Rossi 31’, 45’ D'Amico 37’ | Marcatori | 10’ Casarsa |

| Arbitro: | Menicucci (Firenze) |

|                   |           |  |
| Pighin 19’ (aut.) | Marcatori |  |

| Arbitro: | Gonella (Torino) |

|                  |           |  |
| Garlaschelli 64’ | Marcatori |  |

| Arbitro: | Prati (Parma) |

|                         |           |  |
| Amenta 4’ Cinquetti 67’ | Marcatori |  |

| Roma 20 marzo 1977 21ª giornata | Lazio                      | 0 – 0 referto | Napoli | Stadio Olimpico\| Arbitro: \| Trinchieri (Reggio Emilia) \| |
| Arbitro:                        | Trinchieri (Reggio Emilia) |               |        |                                                             |

| Arbitro: | F. Panzino (Catanzaro) |

|              |           |  |
| B. Conti 13’ | Marcatori |  |

| Arbitro: | Pieri (Genova) |

|                  |           |            |
| Giordano 3’, 83’ | Marcatori | 28’ Libera |

| Arbitro: | Ciacci (Firenze) |

|              |           |  |
| Ulivieri 18’ | Marcatori |  |

| Arbitro: | Lo Bello (Siracusa) |

|                                            |           |             |
| Cordova 32’ R. Rossi 43’ Giordano 47’, 70’ | Marcatori | 57’ Damiani |

| Arbitro: | Agnolin (Bassano del Grappa) |

|                      |           |                   |
| Bigon 14’ Rivera 30’ | Marcatori | 44’, 55’ Giordano |

| Roma 1º maggio 1977 27ª giornata | Lazio              | 0 – 0 referto | Torino | Stadio Olimpico\| Arbitro: \| Michelotti (Parma) \| |
| Arbitro:                         | Michelotti (Parma) |               |        |                                                     |

| Verona 8 maggio 1977 28ª giornata | Verona        | 0 – 0 referto | Lazio | Stadio Marcantonio Bentegodi\| Arbitro: \| Prati (Parma) \| |
| Arbitro:                          | Prati (Parma) |               |       |                                                             |

| Arbitro: | Celli (Trieste) |

|                                              |           |  |
| Cordova 33’ Beatrice 75’ (aut.) R. Rossi 77’ | Marcatori |  |

| Arbitro: | D'Elia (Salerno) |

|             |           |                                     |
| Palanca 80’ | Marcatori | 23’ Garlaschelli 28’ (aut.) Improta |

### Coppa Italia

#### Primo turno
| Arbitro: | Terpin (Trieste) |

|                         |           |                   |
| Tavola 21’ Bertuzzo 27’ | Marcatori | 45’ (aut.) Andena |

| Arbitro: | Ciacci (Firenze) |

|              |           |                  |
| Giordano 32’ | Marcatori | 27’, 41’ Calloni |

| Arbitro: | Reggiani (Bologna) |

|                                            |           |                       |
| D'Amico 18’ (rig.) Badiani 35’ Cordova 80’ | Marcatori | 44’ Vriz 83’ Salvioni |

| Arbitro: | Lops (Torino) |

|            |           |                                  |
| Bortot 75’ | Marcatori | 25’ Re Cecconi 33’, 80’ Giordano |

## Statistiche

### Statistiche di squadra
| Competizione | Punti | In casa | In casa | In casa | In casa | In casa | In casa | In trasferta | In trasferta | In trasferta | In trasferta | In trasferta | In trasferta | Totale | Totale | Totale | Totale | Totale | Totale | DR |
| Competizione | Punti | G       | V       | N       | P       | Gf      | Gs      | G            | V            | N            | P            | Gf           | Gs           | G      | V      | N      | P      | Gf     | Gs     | DR |
| ------------ | ----- | ------- | ------- | ------- | ------- | ------- | ------- | ------------ | ------------ | ------------ | ------------ | ------------ | ------------ | ------ | ------ | ------ | ------ | ------ | ------ | -- |
| Serie A      | 31    | 15      | 8       | 4       | 3       | 23      | 10      | 15           | 2            | 7            | 6            | 11           | 18           | 30     | 10     | 11     | 9      | 34     | 28     | +6 |
| Coppa Italia | 4     | 2       | 1       | 0       | 1       | 4       | 4       | 2            | 1            | 0            | 1            | 4            | 3            | 4      | 2      | 0      | 2      | 8      | 7      | +1 |
| Totale       |       | 17      | 9       | 4       | 4       | 27      | 14      | 17           | 3            | 7            | 7            | 15           | 21           | 34     | 12     | 11     | 11     | 42     | 35     | +7 |

### Statistiche dei giocatori
Nel conteggio delle reti realizzate si aggiungano due autoreti a favore in campionato e un'autorete a favore in Coppa Italia.
| Giocatore       | Serie A  | Serie A | Coppa Italia | Coppa Italia | Totale   | Totale |
| Giocatore       | Presenze | Reti    | Presenze     | Reti         | Presenze | Reti   |
| --------------- | -------- | ------- | ------------ | ------------ | -------- | ------ |
| A. Agostinelli  | 25       | 1       | 1            | 0            | 26       | 1      |
| P. Ammoniaci    | 29       | 0       | 4            | 0            | 33       | 0      |
| G. Avagliano    | -        | -       | -            | -            | -        | -      |
| R. Badiani      | 30       | 1       | 4            | 1            | 34       | 2      |
| G. Ceccarelli   | -        | -       | -            | -            | -        | -      |
| F. Cordova      | 30       | 2       | 4            | 1            | 34       | 3      |
| V. D'Amico      | 17       | 2       | 4            | 1            | 21       | 3      |
| M. De Stefanis  | -        | -       | -            | -            | -        | -      |
| C. Garella      | -        | -       | -            | -            | -        | -      |
| R. Garlaschelli | 23       | 5       | 4            | 0            | 27       | 5      |
| P. Ghedin       | 9        | 0       | 4            | 0            | 13       | 0      |
| B. Giordano     | 26       | 10      | 4            | 3            | 30       | 13     |
| A. Lopez        | 6        | 0       | -            | -            | 6        | 0      |
| L. Manfredonia  | 29       | 0       | 1            | 0            | 30       | 0      |
| L. Martini      | 24       | 3       | 3            | 0            | 27       | 3      |
| M. Montesi      | -        | -       | -            | -            | -        | -      |
| D. Pighin       | 8        | 0       | -            | -            | 8        | 0      |
| L. Polentes     | 1        | 0       | -            | -            | 1        | 0      |
| F. Pulici       | 30       | -28     | 4            | -7           | 34       | -35    |
| L. Re Cecconi   | 3        | 1       | 1            | 1            | 4        | 2      |
| R. Rossi        | 15       | 4       | 1            | 0            | 16       | 4      |
| F. Viola        | 19       | 2       | 3            | 0            | 22       | 2      |
| G. Wilson       | 29       | 1       | 4            | 0            | 33       | 1      |